# Теорема Гурвица (теория чисел)
Теорема Гурвица — результат теории чисел, оценивающий возможность приближения иррациональных чисел рациональными.

## Формулировка
Для любой константы {\displaystyle c\leqslant {\sqrt {5}}} и иррационального числа {\displaystyle \xi } существует бесконечно много целых чисел {\displaystyle k} таких, что {\displaystyle \xi } приближаемо рациональными числами с точностью {\displaystyle |\xi -{\frac {h}{k}}|<{\frac {1}{ck^{2}}}}.
Для любой константы {\displaystyle c>{\sqrt {5}}} существует иррациональное число {\displaystyle \xi } такое, что только конечное количество значений {\displaystyle k} позволяют подобрать {\displaystyle h}, удовлетворяющее {\displaystyle |\xi -{\frac {h}{k}}|<{\frac {1}{ck^{2}}}}.

## Доказательство
Теорема была доказана Адольфом Гурвицем в 1891 году. Контрпримером для {\displaystyle c>{\sqrt {5}}} может являться число {\displaystyle {\frac {1+{\sqrt {5}}}{2}}}.